# Protesilaus protesilaus
Protesilaus protesilaus är en fjärilsart som först beskrevs av Carl von Linné 1758.  Protesilaus protesilaus ingår i släktet Protesilaus och familjen riddarfjärilar. Inga underarter finns listade i Catalogue of Life.

## Bildgalleri

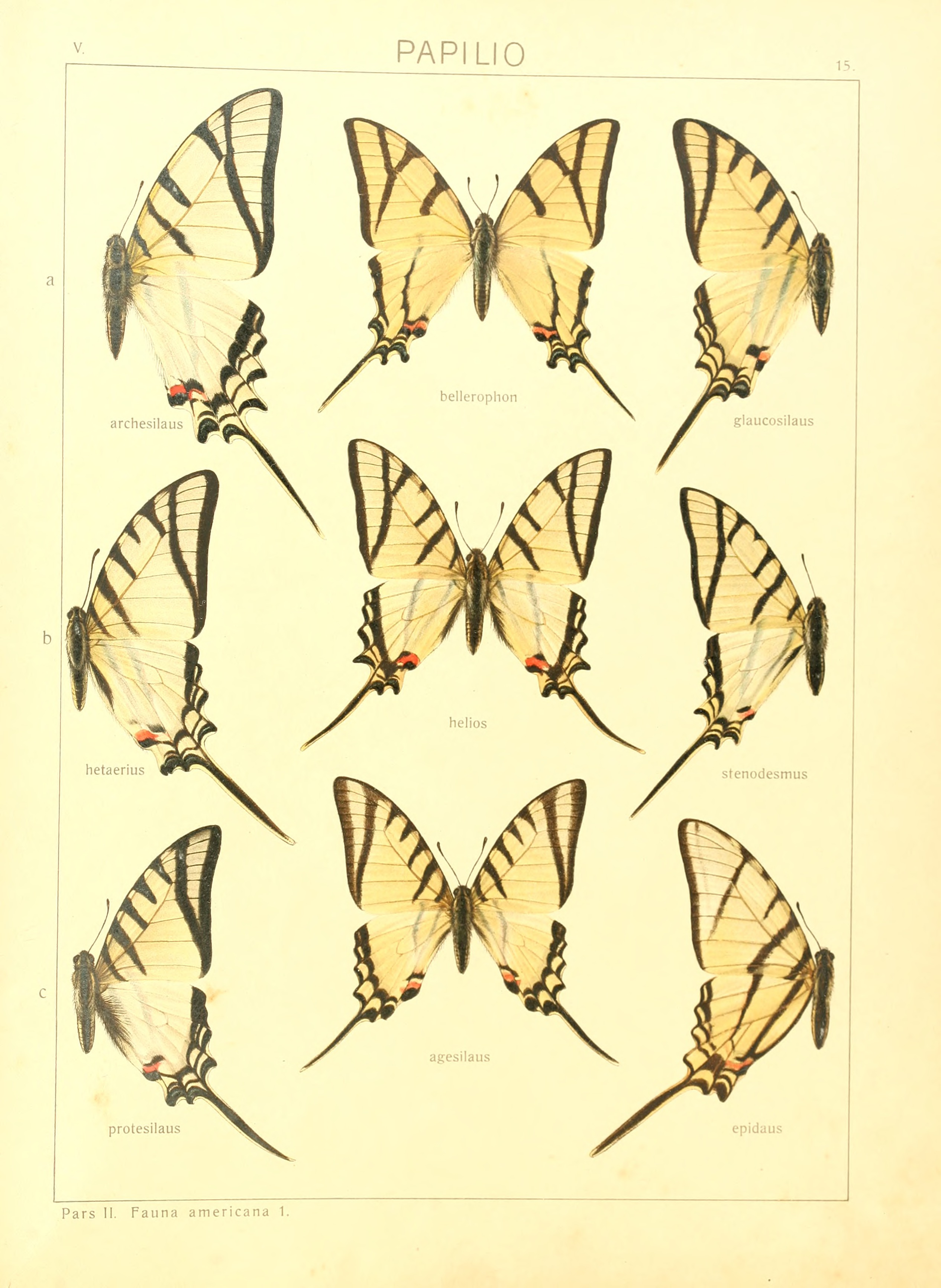